# الاستور
الاستور (به لاتین: Alastvere) یک روستا در استونی است که در شهرستان یوگوا واقع شده‌است.